# Giacomo Grandoni
Giacomo Grandoni (Pitigliano, 1797 – Scansano, 4 agosto 1855) è stato un funzionario e politico italiano del Granducato di Toscana.

## Biografia
Nato a Pitigliano nel 1797, si trasferì a Grosseto dove iniziò a lavorare giovanissimo come computista nella cancelleria del comune nel 1815. Due anni dopo fu destinato all'Ufficio dei fossi e coltivazioni. Si interessò di questioni economiche e finanziarie e fu provveditore dell'ente a partire dal 1819 e in seguito della Camera di soprintendenza comunitativa di Grosseto.
Con l'avvio della grande bonifica per colmata delle paludi maremmane, il granduca Leopoldo II di Lorena istituì nel 1828 una commissione idraulico-economica, nominando Grandoni quale ministro economo, al fianco di Federico Capei (direttore) e Alessandro Manetti (architetto idraulico). Dopo l'istituzione dell'Ufficio di bonificamento delle Maremme nel 1833, Grandoni e Manetti guidarono insieme l'ente per oltre vent'anni, il primo come direttore economico-amministrativo, il secondo come direttore tecnico. In particolare, il ministro economo ebbe il delicato compito di gestire le casse dell'ufficio granducale, di sovrintendere alle controversie e le dispute sui terreni e di determinare indennità e compensi per i privati coinvolti.
Nel 1854 divenne gonfaloniere della città. Morì improvvisamente il 4 agosto 1855 a Scansano, dove gli uffici venivano trasferiti a causa dell'estatatura, e fu sepolto nel cimitero della Misericordia. Poco dopo la morte, la famiglia commissionò a Giovanni Dupré un medaglione in marmo quale monumento funerario per il duomo di Grosseto, ma fu invece collocato nel 1873 all'interno della sala consiliare del nuovo palazzo comunale.
Ebbe il titolo di cavaliere di Santo Stefano.